# تا ابد جوان (ترانه بلک‌پینک)
«تا ابد جوان» (انگلیسی: Forever Young) ترانه‌ای از گروه دخترانهٔ کره‌ای بلک‌پینک و دومین ترانهٔ اولین مینی‌آلبوم آنها، اسکوئر آپ است. تا ابد جوان به نویسندگی و تهیه‌کنندگی تدی و فیوچر بونس است. نسخهٔ ژاپنی از این ترانه در نخستین آلبوم استودیویی گروه به نام بلک‌پینک در منطقه شما (۲۰۱۸) منتشر شد.

## افتخارات
| سال  | مراسم جوایز                    | دسته            | نتیجه    | منابع |
| ---- | ------------------------------ | --------------- | -------- | ----- |
| ۲۰۱۹ | هشتمین جوایز موسیقی جدول گائون | آهنگ سال – ژوئن | نامزدشده | [ ۲ ] |

## اعتبارات و پرسنل
اعتبارات برگرفته از تیدال است.
پرسنل
- بلک‌پینک - وکال
- تدی - ترانه‌سرا، آهنگساز، تنظیم کننده
- فیوچر بونس - آهنگساز، تنظیم کننده
- آر. تی - تنظیم کننده